# 4-HO-MiPT
4-HO-MiPT (мипроцин, 4-гидрокси-N-метил-N-изопропилтриптамин) представляет собой синтетическое замещенное ароматическое соединение и малоизвестный психоактивный триптамин. Считается, что это серотонинергический психоделик, похожий по своему действию на волшебные грибы, LSD и мескалин. Его молекулярная структура и фармакологические эффекты напоминают псилоцин, который является основным психоактивным веществом в галлюциногенных грибах.

## История
4-HO-MiPT впервые был синтезирован предположительно Александром Шульгиным. Шульгин описал синтез в его книге TiHKAL наряду с сообщениями людей, которые употребляли данное вещество. Испытания Шульгина и другая анекдотическая информация свидетельствуют о том, что 4-HO-MiPT является синтетическим психоделиком, сходным по активности с псилоцином. Это относительно необычно и имеет лишь короткую историю использования человеком.

## Химия
Мипроцин является 4-гидроксил аналогом химического N-метил-N-изопропилтриптамина а также изопропил гомологом и возможно структурным аналогом 4-HO-DMT.

## Фармакология
4-HO-MiPT считается серотонинергическим психоделиком. Как и другие серотонинергические психоделики, Его метод действия, как полагают, обусловлен его частичным агонизмом 5-HT2A и 5-HT1A рецепторов серотонина.

## Токсичность
Очень мало известно о токсичности 4-HO-MiPT. Его химическая структура и фармакологическая активность очень похожи на псилоцин, соединение, которое не связано с компульсивным использованием или физической зависимостью. Однако, поскольку очень мало исследований было сделано на 4-HO-MiPT, нельзя сделать окончательного вывода о том, что его фармакологические действия в организме человека не отличаются от фармакологических свойств псилоцина. До сих пор не сообщалось о смерти от 4-HO-MiPT.

## Длительность действия
Начало действия составляет от 15 до 45 минут и длится от 4 до 8 часов, в зависимости от дозы. Продолжительность действия составляет от полутора часов до двух часов при внутривенной инъекции.

## Правовой статус

### Великобритания
Это вещество считается незаконным в Великобритании в соответствии с Законом о злоупотреблении наркотиками 1971 года.

### США
4-HO-MiPT не является запрещенным препаратом в США. Однако это вещество рассматривается как аналог псилоцина, что может привести к судебному преследованию в соответствии с Федеральным законом об аналогах.

### Россия
4-HO-MiPT внесён в Список I наркотических средств, оборот которых в Российской Федерации запрещён, как аналог 4-гидрокситриптамина.